# 山口県立岩国高等学校
山口県立岩国高等学校（やまぐちけんりつ いわくにこうとうがっこう, 英: Yamaguchi Prefectural Iwakuni High School）は、山口県岩国市川西四丁目に所在する県立の高等学校。略称は「岩高」（いわこう）。

## 概要
歴史
1847年（弘化4年）に創立された岩国藩（長州藩の支藩）藩校「養老館」の流れをくむ旧制中学校「山口県立岩国中学校」と、1902年（明治35年）創立の高等女学校「山口県立岩国高等女学校」を前身とする。1948年（昭和23年）の学制改革により両校とも新制高等学校になって間もなく1949年（昭和24年）に両校が統合され「山口県立岩国西高等学校」となった。翌1950年（昭和25年）には岩国東高等学校を統合して現校名の「山口県立岩国高等学校」となった。
旧制中学校が開校した1880年（明治13年）を創立年としており、2010年（平成22年）に創立130周年を迎えた。
設置課程・学科
全日制課程 4学科　※（　）は1学年あたりの定員を表す（2025年（令和7年）4月1日時点）。
- 普通科（160名）
- 理数科（40名）
- 人文探究科（35名）
- 理数探究科（35名）

校訓・校是
「文武両道・質実剛健・高雅な気品」
校章
錦帯橋を図案化したものを背景にして中央に「高」の文字を置いている。1948年（昭和23年）新制高等学校発足時に制定された。当時の岩国高等学校（男子校）に在職していた美術教諭によるデザイン。
校歌
作詞は松田武夫、作曲は平井康三郎による。歌詞は3番まであり、1番に校名の「岩国」が登場する。
- 旧制・山口県立岩国中学校 校歌 - 作詞は不詳、作曲は楠美恩三郎による。歌詞は5番まである。
- 旧制・山口県立岩国高等女学校 校歌 - 作詞は不詳、作曲は進藤ユキによる。歌詞は2番まである。

分校
- 坂上分校（旧・山口県立坂上高等学校）- 北緯34度13分13.8秒 東経132度5分12.4秒

このほか広瀬分校があったが、2025年（令和7年）3月31日で閉校となった。
進路
ほとんどの生徒が国公立大学をはじめとする上級学校への進学を目指している。全体の7割程度が四年制大学、次いで専門学校に2割前後が合格する。他に広島修道大学など。国立大学では広島大学・山口大学が多いが、東京大学、京都大学、九州大学などの旧帝国大学合格者もある。

## 沿革
旧制中学校（男子校）時代
- 1847年（弘化4年） - 藩校[1]「養老館」が設立される。
- 1880年（明治13年）8月15日（創立年） - 横山上口の養老館に「山口県立岩国中学校」が創立。
- 1884年（明治17年）3月1日 - 統合により「山口県立山口中学校岩国分校」となる。
- 1885年（明治18年）4月 - 校舎が完成（現在の徴古館の場所）。
- 1887年（明治20年）
  - 3月 - 山口中学校岩国分校が廃止され、「岩国高等小学校別科」が設置される。
  - 12月 - 「岩国学校」に改称。
- 1888年（明治21年）1月 - 「山口県玖珂郡岩国学校」に改称。
- 1890年（明治23年）4月1日 - 防長教育会の管理のもと「私立岩国学校」に改称。
- 1897年（明治30年）9月1日 - 私立岩国学校が県立移管により「山口県尋常中学校岩国分校」となる。
- 1899年（明治32年）4月1日 - 中学校令の改正により「山口県山口中学校岩国分校」に改称（「尋常」が除かれる）。
- 1900年（明治33年）
  - 4月1日 - 山口県山口中学校より分離し、「山口県岩国中学校」として独立。
    - 入学資格を高等小学校2年を修了した12歳以上の男子、修業年限を5年（現在の中1から高2に相当）とする。

  - 7月 - 校訓（全五条）を制定。
- 1901年（明治34年）
  - 4月29日 - 校旗を制定（「中岩」の文字を図案化したもの）。
  - 5月15日 - 「山口県立岩国中学校」に改称。
- 1902年（明治35年）2月 - 寄宿舎「明強舎」が完成。
- 1908年（明治41年）4月 - 小学校令の施行により、入学資格が尋常小学校6年を修了した12歳以上の男子に変更。
- 1916年（大正5年）6月 - 天皇御大典記念として武道場が完成。
- 1927年（昭和2年）4月 - 開校25周年記念図書館が開館。
- 1937年（昭和12年）- 奉安殿が完成。
- 1943年（昭和18年）4月1日 -  中等学校令の施行により、この時の入学生から修業年限が4年となる。
- 1944年（昭和19年）- 光海軍工廠などへ学徒動員が開始。
- 1945年（昭和20年）
  - 3月 - 4年生（1946年（昭和16年）入学生）と5年生（1945年（昭和15年）入学生）の合同卒業式を挙行。
    - 教育ニ関スル戦時非常措置方策により、中等学校令施行前に入学した生徒にも修業年限4年が適用されるようになったため。

  - 4月 - 学校での授業を停止。ただし学徒動員は継続。
  - 9月 - 学校での授業を開始。
- 1946年（昭和21年）
  - この年 - 奉安殿を撤去。
  - 4月 - 修業年限が5年に戻る（ただし4年で卒業することもできた）。
- 1947年（昭和22年）4月1日 - 学制改革（六・三制の実施）が行われる。
  - 生徒募集を停止。
  - 新制中学校を併設し（山口県立岩国中学校併設中学校、以下:併設中学校）、旧制中学1・2年修了者を新制中学2・3年生として収容。
  - 併設中学校は経過措置としてあくまで暫定的に設置されたもので新たに生徒募集は行われず、在校生が2・3年生のみの中学校であった。
- 1948年（昭和23年）4月1日 - 学制改革により旧制中学校が廃止され、新制高等学校「山口県立岩国高等学校」（男子校）が発足。
  - 旧制中学卒業者（5年修了者）を新制高校3年生、旧制中学4年修了者を新制高校2年生、併設中学卒業者（3年修了者）を新制高校1年生として収容。
  - 併設中学校を継承し（山口県立岩国高等学校併設中学校）、在校生が1946年（昭和21年）に旧制中学校へ最後に入学した3年生のみとなる。
- 1949年（昭和24年）
  - 3月31日 - 併設中学校を廃止。
  - 4月1日 - 統合により「山口県立岩国西高等学校 横山校舎」となる。

高等女学校時代
- 1902年（明治35年）4月1日 - 「山口県玖珂郡立実業補修女学校」が創立。
- 1903年（明治36年）4月1日 - 横山の元・岩国中学校舎に移転。
- 1907年（明治40年）4月1日 - 「山口県玖珂郡立岩国女学校」と改称。
- 1909年（明治42年）4月1日 - 「山口県玖珂郡立岩国高等女学校」と改称。
- 1915年（大正4年）1月13日 - 岩国町大字川西の新校舎に移転。
- 1918年（大正7年）10月31日 - 校旗（八稜鏡の絵を背景にして中央に「高女」の文字を置く）を制定。
- 1923年（大正12年）4月1日 - 県立移管により「山口県立岩国高等女学校」と改称。
- 1944年（昭和19年）- 光海軍工廠などへ学徒動員が開始。
- 1945年（昭和20年）
  - 4月 - 学校での授業を停止。ただし学徒動員は継続。
  - 9月 - 学校での授業を開始。
- 1946年（昭和21年）4月 - 修業年限が5年となる（ただし4年で卒業することもできた）。
- 1947年（昭和22年）4月1日 - 学制改革（六・三制の実施）が行われる。
  - 生徒募集を停止。
  - 新制中学校を併設し（山口県立岩国高等女学校併設中学校、以下:併設中学校）、高等女学校1・2年修了者を新制中学2・3年生として収容。
  - 併設中学校は経過措置としてあくまで暫定的に設置されたもので新たに生徒募集は行われず、在校生が2・3年生のみの中学校であった。
- 1948年（昭和23年）4月1日 - 学制改革により高等女学校が廃止され、新制高等学校「山口県立岩国第一女子高等学校」が発足。
  - 高等女学校卒業者（5年修了者）を新制高校3年生、高等女学校4年修了者を新制高校2年生、併設中学卒業者（3年修了者）を新制高校1年生として収容。
  - 併設中学校を継承し（山口県立岩国第一女子高等学校併設中学校）、在校生が1946年（昭和21年）に高等女学校へ最後に入学した3年生のみとなる。
- 1949年（昭和24年）
  - 3月31日 - 併設中学校を廃止。
  - 4月1日 - 統合により「山口県立岩国西高等学校　川西校舎」となる。

統合・岩国高等学校
- 1949年（昭和24年）4月21日 - 山口県立岩国高等学校と山口県立岩国第一女子高等学校の2校が統合され「山口県立岩国西高等学校」が発足。
  - 当面の間、旧・男子校校舎を「横山校舎」、旧・女子校校舎を「川西校舎」として使用を継続し、2校舎体制をとる。
  - 名目上男女共学であったが、当初は校舎によって男女別学としていたため、完全な男女共学ではなかった（男女併学）。
- 1950年（昭和25年）4月1日 - 山口県立岩国東高等学校[4]の普通科を統合して、「山口県立岩国高等学校」（現校名）に改称。　 
  - 第1学年の定員を通常制普通課程（全日制課程普通科）350名・家庭課程（家庭科）50名、計400名とする。　
  - 普通課程（普通科）において男女混成の学級を編成し、完全な男女共学を実施。
- 1954年（昭和29年）4月 - 寄宿舎「明強舎」への入寮募集を停止。
- 1956年（昭和31年）3月 - 寄宿舎「明強舎」を廃止。
- 1963年（昭和38年）4月1日 - 家庭科の募集を停止し、家政科を設置。
- 1965年（昭和40年）
  - 3月31日 - 家庭科を廃止。
  - 11月5日 - 第1期工事として向山（現在地）に普通教室が完成。
- 1966年（昭和41年）
  - 3月25日 - 第2期工事として特別教室（理科室・家政科）が完成。
  - 4月3日 - 第1学年の女子生徒（家政科）、川西校舎から向山の新校舎に移転。
- 1967年（昭和42年）
  - 2月8日 - 第3期工事として普通教室と特別教室（社会・書道・美術）が完成。
  - 4月8日 - 第2・3学年（普通科男女ともに）新校舎で授業を開始。この時点で第1学年は横山校舎に収容。
- 1968年（昭和43年）
  - 3月25日 - 家政科教室を増築。屋内運動場（体育館）が完成。
  - 5月17日 - 第4期工事として本館が完成。
  - 6月1日 - 全学年を向山の新校舎に収容して授業を開始。横山校舎と川西校舎を廃止。 
    - 旧・横山校地跡は吉香公園（北緯34度10分11.6秒 東経132度10分29.5秒 / 北緯34.169889度 東経132.174861度）、旧・川西校地跡は川西第一街区公園（北緯34度9分32.9秒 東経132度10分41.4秒 / 北緯34.159139度 東経132.178167度）となっている。
- 1969年（昭和44年）3月31日 - 弓道場が完成。
- 1970年（昭和45年）
  - 3月30日 - 音楽教室が完成。
  - 4月1日 - 家政科の募集を停止。
  - 9月10日 - プールが完成。
- 1972年（昭和47年）
  - 3月1日 - 格技場が完成。
  - 3月31日 - 家政科を廃止。
  - 4月1日 - 理数科を設置。
- 1980年（昭和55年）11月15日 - 創立100周年記念式典を挙行。記念として同窓会館（集会所）が完成。
- 1998年（平成10年）3月31日 - 校舎の大規模改造工事を完成。
- 1999年（平成11年）4月1日 - 進学型単位制を導入。
- 2002年（平成14年）4月1日 - 2学期制を導入。
- 2003年（平成15年）6月5日 - 文部科学省からスーパーサイエンスハイスクール（SSH）に指定される（2006年（平成18年）3月末まで）。
- 2004年（平成16年）4月1日 - 山口県から進学チャレンジ校に指定される（2007年（平成19年）3月末まで）。
- 2008年（平成20年）
  - 1月31日 - 体育館の耐震改修工事を完成。
  - 4月1日 - 山口県立坂上高等学校と山口県立広瀬高等学校の2校に、「坂上分校」・「広瀬分校」を併設。
- 2010年（平成22年）3月31日 - 山口県立坂上高等学校と山口県立広瀬高等学校が廃止される。
- 2025年（令和7年） - 令和7年度から理数科の生徒募集を停止する
  - 3月31日 - 広瀬分校が閉校となる[3][5]。

## 部活動
校風の文武両道に法り、部活動は盛んで、野球部、男子ハンドボール部、吹奏楽部、弓道部などが県内外で優秀な成績を修めている。
運動部
- 野球部 - 春のセンバツ甲子園大会・夏の甲子園大会に出場経験がある。
  - 春（選抜高等学校野球大会）- 7回（1971年〈第43回〉・1973年〈第45回〉・1993年〈第65回〉・1998年〈第70回〉・1999年〈第71回〉・2000年〈第72回〉・2014年〈第86回〉）
  - 夏（全国高等学校野球選手権大会）- 5回（2000年〈第82回〉・2003年〈第85回〉・2004年〈第86回〉・2007年〈第89回〉・2014年〈第96回〉）
- テニス部
- ソフトテニス部
- 卓球部
- バスケットボール部
- 陸上競技部
- 水泳部
- 剣道部
- 弓道部 - インターハイで女子が優勝したことがある。
- 柔道部
- ハンドボール部
- サッカー部

文化部
- 郷土研究部
- 文芸・読書部
- プレクトラムアンサンブル部　（山口県内唯一）
- 美術部
- 吹奏楽部
- 合唱部
- 琴部
- 外国語研究部
- 科学部
- 放送部
- 書道部
- 茶道部
- 天文気象部
- 報道部
- 生活デザイン部
- 演劇部
- 写真部
- ユネスコボランティア部

## 交通
最寄りのバス停
- 岩国市営バス
  - 「岩国高校正門」バス停より 徒歩1分
  - 「岩国高校」バス停より 徒歩5分（一部の路線（コミュニティバス くるりん）のみが停車）

最寄りの鉄道駅
- JR西日本 岩徳線・錦川鉄道錦川清流線 「川西駅」より 徒歩8分

最寄りの道路
- 山口県道15号岩国玖珂線
- 山口県道112号藤生停車場錦帯橋線

## 著名な出身者

### 政治
- 平岡秀夫（元衆議院議員）
- 藤谷光信（元参議院議員）
- 井原勝介（前岩国市長）
- 福田良彦（岩国市長）

### 学術
- 河上肇（経済学者、マルクス主義思想家）
- 北川浩（経済学者・成蹊大学学長）
- 藤岡市助（工学者・工部大学校教授）
- 田中稲城（図書館学者、帝国図書館初代館長）
- 有元秀文（教育学者・国立教育政策研究所総括研究官）
- 曻地三郎（教育学者・福岡教育大学名誉教授）
- 奥村哲（中国史学者・首都大学東京名誉教授）
- 末川博（法律学者・元立命館大学総長）
- 奈良本辰也（歴史学者・元立命館大学教授）
- 村井康彦（歴史学者・滋賀県立大学名誉教授・京都市美術館館長）

### 文化
- 宇野千代（作家）
- 大庭みな子（作家）
- 周防柳（作家）
- 佐藤武夫（建築家：早稲田大学大隈講堂設計者）
- 片塰満則（CGディレクター）
- 佐々木史朗（映画プロデューサー・日本映画大学元理事長）
- 真柴あずき（脚本家）
- 末廣健児（作曲家・編曲家・マンドロンチェロ奏者・指揮者）
- 吉田矢健治（作曲家)
- ターザン山本（プロレス評論家）
- 河内大和（俳優)

### 放送
- 佐々生佳典（NHKアナウンサー）
- 塩屋紀克（NHKアナウンサー）
- 沢田幸二（九州朝日放送アナウンサー）
- 中村克洋（フリーアナウンサー）

### スポーツ
- 十時啓視（元プロ野球選手）
- 杉本公孝（元プロ野球選手）
- 渡辺純志（元プロ野球選手）
- 岩政大樹（元プロサッカー選手）
- 西本竜洋（元プロサッカー選手）
- 田島直人（ベルリンオリンピック走り幅跳び金メダリスト）

### その他
- 大屋権平（鉄道官僚・技師）
- 加藤暠（相場師・仕手集団代表）
- 北島邦彦（新左翼活動家・元杉並区議会議員）
- 石田ニコル（モデル）
- 青木武三（陸軍中将）